# Aborto en Marruecos
El aborto en Marruecos es ilegal, salvo el aborto terapéutico. Aunque la ley no especifica los motivos para el aborto, el código de conducta médica del país sólo permite los abortos para salvar la vida de la madre hasta la viabilidad fetal. Los abortos legales deben contar con el consentimiento del cónyuge o del médico jefe regional, a menos que tres médicos declaren que el embarazo corre riesgo de muerte. Realizar o recibir un aborto fuera de estas condiciones, así como promoverlo, se castiga con multas o prisión. Aunque el gobierno no publica datos sobre el aborto, se estima que en el país se producen cientos de abortos ilegales cada día, la mayoría de ellos inseguros.
Marruecos heredó la ley francesa que prohibía el aborto antes de volverse independiente. Añadió una excepción para el aborto terapéutico en 1967. El aborto no era una prioridad cuando el país introdujo programas de salud sexual y reproductiva en la década de 1990. El Partido de la Justicia y el Desarrollo, que se convirtió en el partido gobernante en 2011, se opuso al aborto. El debate sobre el aborto en el país se vio reforzado por los informes de abortos fatales y por el despido en 2014 del ginecólogo y activista proelección Chafik Chraïbi. El rey Mohamed VI creó entonces un consejo para revisar la ley, que proponía ampliar las bases legales del aborto para incluir la violación, el incesto y los defectos de nacimiento. Un proyecto de ley de 2016 incluyó esta propuesta, pero fue retirado en 2021. El Partido del Progreso y el Socialismo también propuso una ley que amplíe el aborto legal. Los acontecimientos que contribuyeron al debate sobre el aborto incluyeron una acusación de aborto en 2019 contra la periodista Hajar Raissouni, la muerte de una adolescente rural en 2022 y la redacción de una nueva ley de familia en 2023.
Los abortos ilegales son comunes y en su mayoría se realizan en centros médicos. Los abortos autoinducidos comúnmente utilizan abortivos a base de hierbas o píldoras abortivas que se venden en el mercado negro. El aborto es común entre las mujeres que tienen embarazos no deseados; las mujeres solteras que quedan embarazadas generalmente abortan ya que las relaciones sexuales fuera del matrimonio son ilegales. Los defensores del aborto en Marruecos invocan principalmente argumentos de salud pública, mientras que los activistas antiaborto están influenciados por la ley islámica sobre el aborto —en particular la de la escuela Malikí— y la visión de que los fetos tienen alma. Los grupos que abogan por el aborto legal incluyen la Organización Marroquí contra el Aborto Clandestino, fundada por Chraïbi, y el Mouvement alternatif pour les libertés individuelles, fundada por Betty Lachgar.

## Legislación
El capítulo 8 del Código Penal de Marruecos, «Delitos y faltas contra el orden familiar y la moral pública», prohíbe el aborto, salvo si el embarazo pone en peligro la vida o la salud de la madre. El artículo 453 exige que los abortos sean realizados por un médico con el consentimiento del cónyuge y, si lo realiza una menor, con el consentimiento de los padres; un aborto sin el consentimiento del cónyuge debe ser aprobado por el médico jefe de la prefectura o provincia. Si el embarazo pone en peligro la vida, el proveedor puede prescindir de estos requisitos y notificar al director médico; el código de conducta médica del país requiere que dos médicos adicionales escriban de forma independiente que existe un riesgo para la vida. El texto de la ley no exige explícitamente el consentimiento de la mujer que recibe el aborto.
Los artículos 449, 451 y 454 del Código Penal establecen castigos para los abortos ilegales. El destinatario podrá ser condenado a una pena de prisión de seis meses a dos años y a una multa de 200 a 500 dirhams. El prestador podrá recibir la misma multa y una pena de prisión de uno a cinco años, que se aumenta a diez o veinte años si el procedimiento es mortal. El capítulo también prohíbe la «incitación al aborto», que incluye la publicidad, promoción o distribución pública de servicios de aborto, castigada con una pena de prisión de dos meses a dos años y una multa de 200 a 2000 dirhams.
La ley no especifica qué casos se consideran un riesgo para la salud. Por precaución, la interpretación de la mayoría de los médicos es permitir los abortos solo si hay riesgo para la vida, que es también como el código de conducta médica define el aborto terapéutico. La ley tampoco especifica un límite gestacional, por lo que los proveedores deben determinar si permiten un aborto en cualquier etapa; el código de conducta lo permite hasta la viabilidad fetal. La aprobación legal de un aborto requiere pruebas sólidas y a menudo está influida por la política. El sistema médico público en su mayor parte lo evita. Los profesionales médicos también evitan proporcionar información sobre el aborto debido a la ley que prohíbe la incitación al aborto.
La ley de aborto de Marruecos es más restrictiva que la ley de aborto en Arabia Saudita basada en la sharía. La Organización de las Naciones Unidas han instado al país a cambiar sus leyes sobre el aborto para cumplir con tratados como la Convención sobre la Eliminación de Todas las Formas de Discriminación contra la Mujer. A 2019, Marruecos no ha firmado el Protocolo de Maputo, que incluye el acceso al aborto.

## Historia
El protectorado francés de Marruecos heredó la ley sobre el aborto de Francia. Con el apoyo del sultán Mulay Yúsuf de Marruecos, Francia extendió el Código napoleónico al protectorado en 1913, que prohibía el aborto. Francia aprobó otra ley que prohibía el aborto en 1920, que fue aprobada por el gobierno marroquí en 1939. Las políticas en la región tenían como objetivo el control de la población. Esta prohibición estaba en consonancia con la opinión de la escuela malikí de derecho islámico. Después de la independencia de Marruecos en 1956, el país mantuvo la prohibición. La prohibición fue modificada para permitir el aborto terapéutico en 1967, dos años después de la creación de un programa de planificación familiar.
Tras la Conferencia Internacional sobre Población y Desarrollo de 1994, Marruecos comenzó a centrarse en programas de salud sexual y reproductiva, alejándose del marco de control de la población de la década de 1960, pero el tema del aborto inseguro en el país fue en gran medida ignorado. Después de que Marruecos se comprometió con los Objetivos de Desarrollo del Milenio de las Naciones Unidas, los médicos argumentaron que los abortos inseguros eran un obstáculo para la disminución de la mortalidad materna, pero los informes sobre el progreso hacia estos objetivos apenas mencionaron el aborto. El programa del Fondo de Población de las Naciones Unidas del país entre 2012 y 2016 no mencionó el aborto.

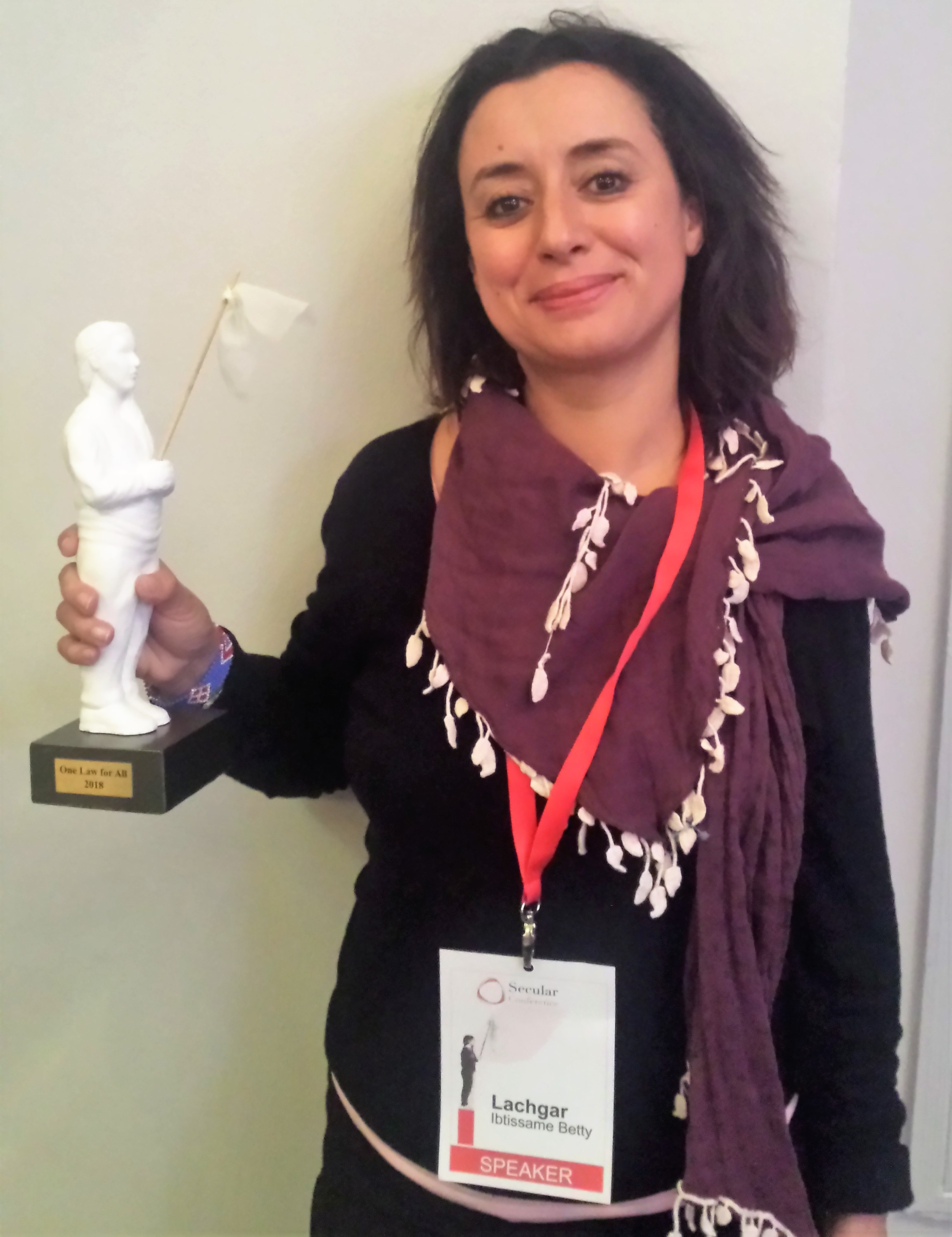
Betty Lachgar (en la foto de 2018) fundó el grupo Mouvement alternatif pour les libertés individuelles (MALI), que colaboró con Women on Waves para proporcionar abortos a mujeres marroquíes en 2012.

La Organización Marroquí contra el Aborto Clandestino (AMLAC) fue fundada en 2008 con el objetivo de crear un «marco jurídico claro» para permitir los abortos por razones de salud, dirigida por el ginecólogo Chafik Chraïbi. Sostuvo que los motivos deberían ampliarse para tener en cuenta la salud física y mental completa, incluido el daño emocional causado por defectos de nacimiento, de acuerdo con la definición de salud de la Organización Mundial de la Salud. El Partido de la Justicia y el Desarrollo (PJD), de ideología islamista, se convirtió en el partido gobernante en 2011 durante la Primavera Árabe. El partido se opuso al aborto y los procesos judiciales en este ámbito aumentaron. El Mouvement alternatif pour les libertés individuelles (MALI), fundada por la activista Betty Lachgar, creó una petición para levantar la prohibición del aborto en marzo de 2012. El grupo colaboró con la ONG holandesa Women on Waves para traer un barco a Marruecos que proporcionaría abortos médicos en aguas internacionales. Cientos de manifestantes religiosos antiaborto se reunieron en respuesta a este evento.

### Comité Real y Proyecto de Ley N.º 10-16
Chraïbi fue despedido de su puesto en el Hospital Materno Les Orangers en diciembre de 2014 después de permitir que el hospital apareciera en un documental francés en el que hablaba sobre el aborto inseguro. Esto revitalizó el debate sobre el aborto en el país, con un amplio apoyo a Chraïbi, y su puesto fue restaurado después de una intervención del rey Mohamed VI. El debate también estuvo motivado por informes de abortos fatales. AMLAC celebró un debate con miembros del Parlamento de Marruecos en marzo de 2015. Un diputado del PJD, Mustapha Ibrahimi, coincidió con el argumento de Chraïbi sobre los defectos fetales a pesar de decir que el feto tiene vida propia. Otros miembros del partido, incluidos Abdelilah Benkirán y Saadeddine Othmani, apoyaron excepciones para la violación y el incesto.
En respuesta al debate público, Mohamed VI lanzó una consulta sobre el aborto el 16 de marzo. Considerado ampliamente un líder progresista, el rey había introducido previamente reformas a la ley de familia del país pero no se había pronunciado antes sobre el aborto. Con la intención de permitir una reforma legal, formó un consejo encabezado por el ministro de Asuntos Islámicos, el ministro de Justicia y el presidente del Consejo Nacional de Derechos Humanos (CNDH). El 15 de mayo, el consejo recomendó que se permitiera el aborto en «casos de fuerza mayor»: violación, incesto, riesgo para la salud o defectos de nacimiento. El ministro de Salud, El Hossein El Ouardi, del Partido del Progreso y el Socialismo (PPS), afirmó que la actual ley sobre el aborto «no es justa para las mujeres» y «no tiene en cuenta la realidad que viven los marroquíes hoy en día». Apoyó la legalización del aborto por motivos de salud mental, pero no apoyó la gratuidad del aborto, como se hace en Túnez.
Después de que la propuesta de reforma del aborto fue aprobada por las autoridades religiosas del Alto Consejo de Ulemas, se incluyó en la propuesta de reforma del código penal de la Ley No. 10-16, presentada por el gobierno el 9 de junio de 2016. Esto habría permitido el aborto hasta una edad gestacional de 90 días en caso de embarazo por violación o incesto, o 120 días si la madre tiene una discapacidad mental o el embarazo corre el riesgo de defectos congénitos. Habría requerido que, para recibir un aborto, una mujer debe someterse a un proceso judicial aprobado por el Fiscal Público, notificar a un funcionario de la prefectura o provincia y someterse a un período de espera de tres días. Los casos que calificaban como riesgo de defectos congénitos habrían sido determinados por comités del Ministerio de Salud. Las discapacidades mentales que calificaban habrían sido enumeradas por el Consejo Nacional de la Orden de Médicos, y tales casos habrían requerido el consentimiento del cónyuge o de los padres.
Muchos medios de comunicación describieron la ley propuesta como una liberalización de la ley del aborto, aunque las organizaciones que la defendieron, incluida AMLAC, la consideraron una medida para evitar riesgos para la salud pública. La CNDH también expresó su apoyo al aborto legal en los casos descritos por la ley. Según la antropóloga Irene Capelli en 2019, estas propuestas no harían factible que la mayoría de las mujeres cumplan con los requisitos para abortos legales, y es poco probable que las reformas conduzcan a la disponibilidad del aborto a demanda en Marruecos. La Asociación Marroquí de Planificación Familiar también afirmó que las reformas no permitirían que las mujeres solteras se sometieran a un aborto, ya que las relaciones sexuales fuera del matrimonio seguirían siendo ilegales. Chraïbi dijo que la ley sería ineficaz ya que sus fundamentos solo cubrían una décima parte de los abortos del país.

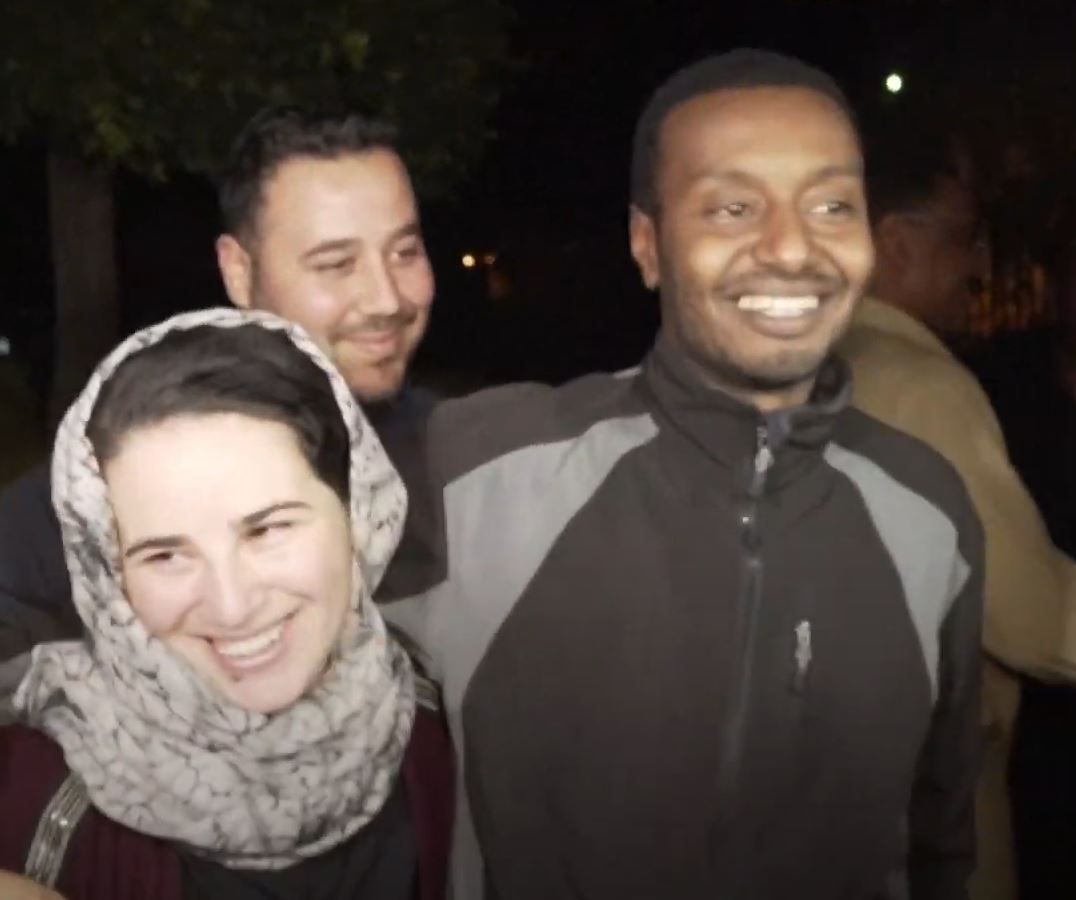
La periodista Hajar Raissouni y su esposo tras ser indultados por cargos que incluían aborto ilegal en 2019.

Touria Skalli, representante del PPS, presentó un proyecto de ley en abril de 2018 que ampliaría las bases legales para el aborto terapéutico. La representante del PPS, Nouzha Skalli, así como la representante del Partido de la Autenticidad y Modernidad Khadija Rouissi, pidió un plan de salud que introduciría el aborto legal y la educación sexual. En junio de 2019, AMLAC encabezó una sentada frente al edificio del Parlamento en apoyo del aborto, con Chraïbi diciendo: «Queremos demostrar que estamos aquí, que no nos detendremos y que apoyamos a las mujeres». El mismo año, la periodista Hajar Raissouni fue detenida después de acusaciones que incluían aborto ilegal. Antes de ser indultada, el caso aumentó el debate sobre el aborto y el derecho a la privacidad; las reacciones incluyeron una declaración a favor del derecho a la elección por parte de las escritoras Leila Slimani y Sonia Terrab y la creación del grupo activista Moroccan Outlaws 490, oponiéndose a la ley del Artículo 490 que prohibía las relaciones sexuales fuera del matrimonio. En respuesta al caso, el Consejo Nacional de Derechos Humanos escribió a favor de la legalización del aborto, a lo que se opuso el PJD. El gobierno inició una ofensiva contra el aborto ilegal en 2018, que redujo a la mitad la tasa de abortos ilegales para 2025, según Chraïbi.
El proyecto de ley n.º 10-16 fue retirado en noviembre de 2021, después de que la Agrupación Nacional de los Independientes se convirtiera en el partido gobernante, ya que Abdelattif Ouahbi del partido estaba a favor de crear un nuevo proyecto. Chraïbi atribuyó el fracaso del proyecto de ley al gobierno del PJD. El aborto fatal de una víctima de violación de 14 años en un pueblo cerca de Midelt en septiembre de 2022 provocó una ola de activismo. Fue el foco de una campaña de hashtag de Moroccan Outlaws y una protesta fuera del Parlamento liderada por la coalición feminista Spring of Dignity en el Día Internacional del Aborto Seguro. Benkirane del PJD respondió oponiéndose al aborto, mientras que Othmani culpó al gobierno gobernante por no agregar una excepción por violación a la ley del aborto. El ministro de Familia, Aawatif Hayar, afirmó que el gobierno estaba abierto a la reforma del aborto, pero que esta debía «respetar la ley islámica y ser aceptable para la sociedad marroquí». En 2023, mientras Ouahbi redactaba un nuevo código penal, los manifestantes exigieron una reforma de la ley de familia, incluyendo la legalización del aborto. Representantes del PJD se opusieron a estas propuestas. Un informe de 2024 de Amnistía Internacional afirmó que la prohibición del aborto en Marruecos estaba «obligando a las mujeres y niñas a vivir en situaciones peligrosas», lo que generó un «clima de miedo».

## Predominio
Marruecos tuvo 699 692 abortos entre 1995 y 2000. A 2019, no existen datos gubernamentales más recientes que 1995; la ilegalidad del aborto contribuye a la falta de información. La Asociación Marroquí de Planificación Familiar (AMPF) estima una tasa de 30 a 40 abortos por cada 1000 mujeres. Estima el número diario de abortos entre 700 y 1000, mientras que AMLAC lo estima entre 600 y 800, a 2022. El aborto es un tema tabú en el país, lo que lleva a las mujeres a mantenerlo en secreto. El estigma y la falta de datos disponibles provocan una falta de investigación sobre el aborto en Marruecos.
A pesar de ser ilegal, el aborto está ampliamente disponible en Marruecos y es común en todos los estratos sociales. La mayoría de los abortos ilegales son proporcionados por ginecólogos u otros profesionales de la salud y se llevan a cabo en centros médicos locales, fácilmente accesibles en las principales ciudades. La mayoría de estos centros realizan abortos mediante aspiración al vacío.  Suelen presentar condiciones antihigiénicas y carecen de anestesia o quirófanos adecuados. El costo de estos servicios rondaba los 1500 a 8000 dírhams (150 a 800 dólares estadounidenses), a 2024. Las mujeres que pueden costear estos servicios a menudo no pueden recibir el procedimiento a tiempo, y los proveedores pueden decidir arbitrariamente cuándo rechazar los abortos.
Muchas mujeres no pueden costear los servicios de aborto y, en su lugar, se realizan abortos autoinducidos o reciben abortos de proveedores que no son médicos. A 2024, los abortos de dichos proveedores cuestan entre 1000 y 4000 dirhams, mientras que los productos para abortos autoinducidos cuestan entre 100 y 4000 dirhams; los medicamentos abortivos son los productos más caros, a veces se venden con un margen de beneficio de diez veces. Estos precios son a menudo arbitrarios, y el coste de múltiples intentos es más alto de lo que la mayoría de las mujeres pueden permitirse. El medicamento misoprostol está aprobado solo como uterotónico, aunque se utiliza para abortos legales en algunos hospitales. Los productos de misoprostol Cytotec y Arthrotec fueron prohibidos en las farmacias en 2018 por su uso en abortos ilegales. Estas píldoras luego estuvieron disponibles en el mercado negro, siendo importadas del extranjero o robadas de hospitales. El mercado negro ocurre ampliamente en plataformas en línea como Facebook Marketplace. El Mouvement alternatif pour les libertés individuelles también distribuye pastillas abortivas de forma gratuita. Muchos métodos tradicionales de aborto en Marruecos implican hierbas que son venenosas o causan calambres, que a menudo se combinan con medicamentos que se cree falsamente que inducen el aborto. Alrededor de 19 plantas abortivas, incluida la hierba hantita, se utilizan en el país. El discurso público considera ampliamente que los abortos con medicina herbal son más peligrosos que aquellos que utilizan métodos biomédicos.
Según AMPF, el 72% de los abortos en Marruecos son inseguros, a 2023. El aborto inseguro contribuye a la tasa de mortalidad materna del país, que fue de 72,6 por cada 100 000 nacimientos en 2016. Según fuentes oficiales, el aborto inseguro es la cuarta causa más común de mortalidad materna; el Ministerio de Salud estima que es la causa principal del 1,3% de las muertes maternas y la causa secundaria del 1,8%, a 2018. Según AMLAC, las estadísticas oficiales subestiman esta tasa. Las mujeres que reciben abortos inseguros a menudo evitan recibir atención posaborto, y las que lo hacen pueden enfrentar abuso médico o investigaciones legales.
La mayoría de las mujeres que se embarazan fuera del matrimonio abortan. Una encuesta del Ministerio de Salud de 2013 informó que el 70% de los embarazos no deseados entre mujeres jóvenes resultan en abortos. El país tiene un estigma en torno a las relaciones sexuales fuera del matrimonio, lo cual es un delito penal. Esto lleva a una falta de anticonceptivos entre las parejas no casadas, que pueden temer solicitarlos en instalaciones públicas o enfrentar limitaciones para recibirlos de las ONG. Los hijos de parejas no casadas carecen de legitimidad legal. Esto y las repercusiones sociales de las relaciones sexuales fuera del matrimonio son factores que motivan los abortos entre las mujeres solteras. Las mujeres casadas con embarazos no deseados a menudo se ven motivadas a abortar debido a sus condiciones financieras. Según Chraïbi, las mujeres que no pueden abortar a menudo abandonan a sus bebés en los hospitales, y las que no están casadas pueden morir por suicidio o crímenes de honor.
Los profesionales médicos pueden ser despedidos o procesados legalmente por realizar o ayudar en abortos ilegales. También se les puede exigir que testifiquen contra otras personas que sepan que han realizado abortos; denunciar abortos constituye una excepción a las leyes de privacidad médica. Las leyes sobre el aborto se aplican de forma desigual, sin directrices legales sobre cómo procesar los casos, y a menudo se informa falsamente que no se aplican las sanciones. A 2014, al menos 200 personas están encarceladas por abortos ilegales. Los tribunales marroquíes tuvieron 87 juicios contra 136 personas condenadas por aborto en 2021, un aumento de 73 casos contra 107 personas en 2019. Según Amnistía Internacional, el riesgo de ser procesado por aborto significa que las víctimas de aborto forzado y embarazo por violación evitan denunciarlo.

## Debate y activismo
La religión oficial de Marruecos es el islam sunita, influenciado principalmente por la escuela jurisprudencial malikí. Esta escuela sostiene que el aborto es haram una vez que el feto ha adquirido alma, lo que se dice que ocurre a los 40 días de gestación. Otras interpretaciones islámicas permiten el aborto condicionalmente, como se opinó en la Conferencia de Rabat sobre el Islam y la Planificación Familiar de 1971. Según la ginecóloga Imane Khachani, del grupo feminista Women Deliver, la mayoría de la población marroquí se opone al aborto, excepto cuando conoce a personas que desean someterse al procedimiento.
El debate sobre el aborto en el país se centra en gran medida en la autoridad de los expertos biomédicos y del gobierno. Las iniciativas de salud sexual y reproductiva en el país rara vez abordan la reforma del aborto, que en cambio se ve desde una perspectiva de economía de la salud. Mientras que los movimientos feministas, secularistas y de izquierda se enfrentan a una fuerte oposición de los líderes islamistas, los profesionales médicos no utilizan dichas posiciones para apoyar el aborto, sino que invocan argumentos de salud pública basados en su autoridad profesional. La defensa médica del aborto se ha unido a los grupos feministas, que argumentan que el aborto ilegal perjudica a las mujeres jóvenes o pobres. El grupo de derechos de las mujeres Solidarité Féminine se formó para defenderse contra los embarazos no deseados. Los jóvenes marroquíes a menudo participan en el ciberactivismo proelección.
Los activistas antiaborto suelen destacar el alma del feto, argumentando que este debería tener la oportunidad de vivir para convertirse en un miembro valioso de la sociedad. Asimismo, la Asociación Marroquí por el Derecho a la Vida equipara el aborto con el asesinato de niños. Los activistas también utilizan fotografías de fetos abortados para demostrar su visión de que son cuerpos humanos. Estas opiniones son más extendidas que las feministas proelección, lo que obliga a los activistas proelección a equilibrar sus argumentos.